# Чанище
Чанище или Чанища (срещат се формите Пчанище и Пчанища, на македонска литературна норма: Чаниште) е село в южната част на Северна Македония, община Прилеп.

## География
Чанище е разположено в западната част на областта Мариово, южно от общинския център Прилеп. Землището е голямо – 36,7 km2 – 1627 ha обработваеми земи и 1565 ha пасища.
Селото се дели на пет махали: Копачка, Йовеска, Горна, Ямбороска и Долна.

## История

### Етимология
Според академик Иван Дуриданов името е първоначален патроним на -ишти < -itji от личното име Чано, съкратено от композита като чешките лични имена Čáslav, Čahost, полското Czasław; сравнимо е и сръбското лично име Чане, съкратено от Часлав. Точен паралел е сръбският топоним Чаничи. Йордан Заимов смята българското лично име Чано за съкратено от Вълчан, което според Дуриданов също е вероятно.

### В Османската империя
В XIX век Чанище е изцяло българско село в Прилепска кааза, Мориховска нахия на Османската империя. В „Етнография на вилаетите Адрианопол, Монастир и Салоника“, издадена в Константинопол в 1878 година и отразяваща статистиката на населението от 1873 година, Пчанище (Ptchanischté) е посочено като село с 66 домакинства и 298 жители българи и 7 цигани.
Според статистиката на Васил Кънчов („Македония. Етнография и статистика“) от 1900 година Пчанища има 620 жители, всички българи християни.
На Етнографската карта на Битолския вилает на Картографския институт в София от 1901 година Чанища е чисто българско село в Прилепската каза на Битолския санджак с 88 къщи.
През Илинденското въстание на 2/3 октомври 1903 година в и край селото се води последното голямо сражение през въстанието. След потушаването му в 1904 година цялото село минава под върховенството на Българската екзархия. По данни на секретаря на екзархията Димитър Мишев („La Macédoine et sa Population Chrétienne“) през 1905 година в Пчанища има 856 българи екзархисти.
Според Георги Трайчев Пчанища има 100 къщи с 620 жители българи.

### В Сърбия, Югославия и Северна Македония
След Междусъюзническата война в 1913 година селото попада в Сърбия.
Преброявания
| Националност     | 1948 | 1953 | 1961 | 1971 | 1981 | 1991 | 1994 | 2002 |
| ---------------- | ---- | ---- | ---- | ---- | ---- | ---- | ---- | ---- |
| Общо             | 514  | 614  | 694  | 552  | 348  | 98   | 83   | 47   |
| северномакедонци |      | 614  | 693  | 551  | 338  | 97   | 83   | 47   |
| албанци          |      | 0    | 0    | 0    | 0    | 0    | 0    | 0    |
| турци            |      | 0    | 0    | 0    | 0    | 0    | 0    | 0    |
| роми             |      | 0    | 0    | 0    | 0    | 0    | 0    | 0    |
| власи            |      | 0    | 0    | 0    | 0    | 0    | 0    | 0    |
| сърби            |      | 0    | 1    | 1    | 1    | 1    | 0    | 0    |
| бошняци          |      | 0    | 0    | 0    | 0    | 0    | 0    | 0    |
| други            |      | 0    | 0    | 0    | 9    | 0    | 0    | 0    |

## Личности
Починали в Чанище
- Йордан Варошлия (? - 1903), български четник от ВМОРО, убит в сражение с турци, родом от Прилеп[11]
- Кузо Головода (? - 1903), български революционер от ВМОРО[12]
- Петко Генов Петков, български военен деец, поручик, загинал през Първата световна война[13]
- Христо Бабчорски (? - 1903), български революционер от ВМОРО[12]
- Иван Стоянов Димов ,кметски наместник в периода от 1941 до 1944 година[14]